# Rue Fallempin
La rue Fallempin est une rue du 15e arrondissement de Paris.

## Origine du nom

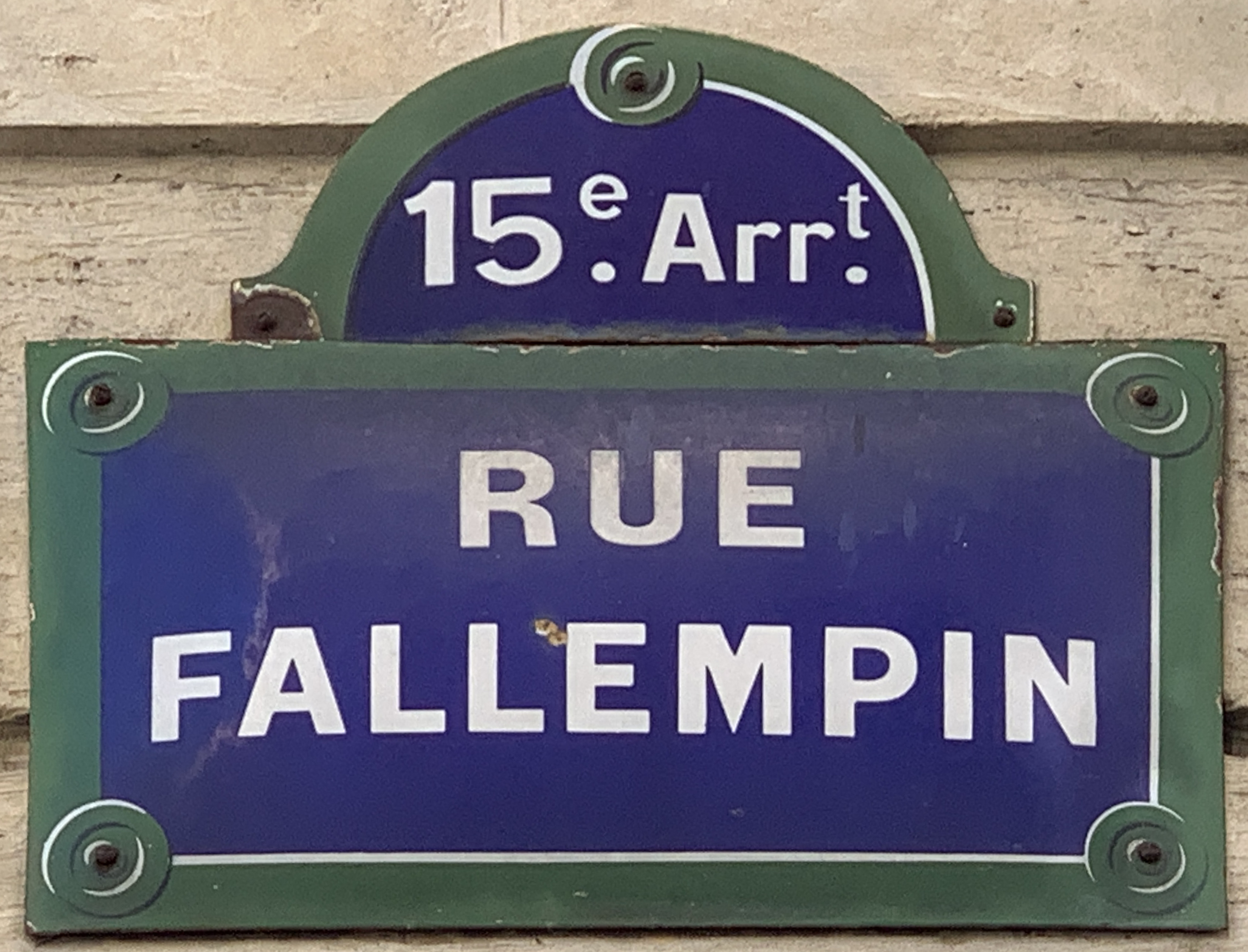
Plaque de la rue.

Cette voie est nommée d'après le nom du propriétaire des terrains sur lesquels elle a été ouverte.

## Historique
Dénommée « passage Fallempin » en 1863, elle prend le nom de « rue Fallempin » en 1896 et est classée dans la voirie parisienne par un arrêté du 20 janvier 1933.